# Kaskus
Kaskus (estilizado como KASKUS) es un foro de Internet indonesio que ha sido la comunidad de Internet más grande de Indonesia. El registro en la plataforma es necesario para los nuevos usuarios que desean participar en la comunidad, y cada usuario registrado tiene acceso a más de veinte foros regionales y varias temáticas relacionadas. Inicialmente la comunidad de KASKUS usó el software de foros vBulletin, pero luego se han cambiado a un nuevo software que han desarrollado, denominado New KASKUS (Nuevo KASKUS) a mediados del año 2012.

## Historia
Kaskus fue creada el 6 de noviembre de 1999, por los estudiantes indonesios Andrew Darwis, Ronald Stephanus, Ken Dean Lawadinata y Budi Dharmawan. Kaskus inicialmente fue pensado como un foro informal para estudiantes indonesios en el extranjero. El nombre «KASKUS» es una abreviatura de la palabra «Kasak-Kusuk».
PC Magazine Indonesia nombró al sitio web Kaskus en agosto de 2005 como el mejor sitio web y la comunidad en línea más grande y como la elección de los lectores de Indonesia en 2006. El 23 de mayo de 2006, la administración de la empresa estuvo obligada a cambiar su dominio de internet de .com a .us, debido a la propagación del virus informático Brontok, que ha sido creado con el propósito de atacar a grandes sitios de Internet en Indonesia. A comienzos de abril de 2007, la administración de Kaskus añadió dos nuevos servidores Dell para mejorar el rendimiento de su sitio web. En julio de 2008, la administración de Kaskus decidió operar sus servidores en Indonesia. Para ello, la empresa adquirió ocho servidores Dell PowerEdge 2950 y luego los operó a través de una red de puntos neutros abiertos. Como resultado, dio un acceso multiplicado a Kaskus y finalmente la empresa añadió ocho servidores más para manejar las solicitudes.
En marzo de 2008, después de convencer a su primo Andrew de expandirse y crear un negocio correcto fuera de Kaskus, Ken Dean Lawadinata se ha incorporado como socio y director ejecutivo de Kaskus. PT Darta Media Indonesia se creó entonces como la empresa matriz de Kaskus, a finales de 2008, Kaskus hizo una expansión importante y cambios en su gama de productos y en su visión para luego convertirse en el sitio web más grande número 1 en Indonesia, y recibió su primer millón de usuarios registrados.
En 2011, la administración de Kaskus anunció la expansión de su negocio estableciendo una relación de cooperación con la inversión de Global Digital Prima en Kaskus, que es una subsidiaria de Djarum. Además, la empresa planea aumentar el número de sus servidores hasta 250. También planean contratar hasta 80 nuevos empleados. En agosto de 2012, Kaskus tenía más de 4 millones de usuarios registrados. El 26 de mayo de 2012, la administración de Kaskus se volvió a estar obligada a cambiar su dominio de .us a .co.id debido a unos problemas en el Sistema de nombres de dominios (DNS). En 2012, la dirección de KASKUS desarrolló su propio motor de foros denominado oficialmente como el KASKUS 2.0, denominado por los usuarios de Kaskus como el New KASKUS (Nuevo KASKUS). Cuando el motor alcanzó su etapa beta, algunos usuarios utilizaron el foro junto con el motor, mientras que otros usuarios todavía siguieron utilizando la versión de vBulletin. A finales de 2012, se ha completado la transferencia completa a KASKUS 2.0. Algunos hilos y publicaciones no se pudieron transferir al nuevo motor, por lo que la administración de Kaskus decidió mantenerlos accesibles a través de la versión vBulletin del foro, denominado como el Old KASKUS (Antiguo KASKUS) por los usuarios de Kaskus.
En 2014, el sitio web tenía más de 25 millones de usuarios registrados y se convirtió en el sitio web más conocido en toda Indonesia. En ese mismo año, Kaskus también pasó por algunos cambios con Ken Dean Lawadinata después de que Kaskus se transformó en 7 años de un sitio web de foros de una sola persona al principal foro en línea de Indonesia, luego Ken ascendió para convertirse en el nuevo presidente de PT Darta Media Indonesia, junto con Martin Hartono asumiendo el día a día como nuevo director ejecutivo. Andrew Darwis también se cambió de su oficina de director de tecnología para luego convertirse en el director de la Comunidad de Kaskus.
En 2015, la historia de Kaskus estuvo en producción para adaptarse y convertirse en una película cinematográfica con el nombre en clave «Ken & Andrew, The Movie». Se estrenó en 2016, bajo el título «Sundul Gan: The Story of Kaskus».

## Servicios

### KasPay
KasPay proporciona un sistema de pagos en línea. Fue lanzado el 6 de noviembre de 2009 durante la celebración del décimo aniversario de Kaskus en Poste, el edificio este, en Kuningan, Yakarta. Este servicio puede utilizarse en sitios web que estén afiliados a KasPay. KasPay opera como una billetera digital, y también se utiliza como una herramienta para comprar y vender en transacciones en línea. Las transacciones de KasPay se hace mediante transferencias de dinero, por lo que es más seguro y más  protegido contra fraudes con tarjetas de crédito. La seguridad de cada una de las transacciones se mantiene con una confirmación por correo electrónico y el mantenimiento de los registros.

### E-pulsa
E-pulsa es una plataforma que proporciona saldo para teléfonos móviles e instalaciones de carga. Las transacciones en e-pulsa solamente se pueden realizar a través de KasPay.

### KASKUS Ads
KASKUS Ad Services (abreviado como KAD) es un servicio que permite a los usuarios de KASKUS y KasPay colocar publicidad en el foro de la comunidad de KASKUS por un costo de dinero.

### KASKUS Radio
KASKUS Radio (comúnmente abreviado como KR) es un servicio de radio por Internet desarrollada por KASKUS Network. Tiene más de 20 emisoras. Su programación está basada en música en los idiomas inglés, mandarín, japonés y coreano.

### KASKUS Mobile
KASKUS Mobile es un servicio que permite a los visitantes y a los usuarios utilizar la versión para dispositivos móviles de Kaskus. Los usuarios pueden responder y crear un nuevo tema a través del teléfono móvil con este servicio. Este servicio se puede acceder a través de teléfonos móviles. También se puede acceder al servicio a través de ordenadores de escritorio al entrar al sitio web móvil de Kaskus.

## Subforos
«Loe-Ke-Loe» (una jerga del idioma indonesio que significa «De ti, para ti») es un subforo donde los usuarios pueden encontrar y discutir sobre ciertos temas, como temas de la comunidad, pasatiempos, estilo de vida e intereses personales.
Cas-Cis-Cus es un subforo en el que los usuarios pueden discutir y hablar libremente sobre varios temas, como política, noticias y experiencias personales.
Jual Beli es un subforo que permite a los usuarios comprar y vender bienes y servicios.
KASKUS Corner es un subforo en donde los usuarios pueden conseguir información sobre eventos y actividades como servicios sociales, tertulias, conferencias o talleres organizados por Kaskus o por los usuarios.
Kaskus también cuenta con una gran variedad de foros regionales para ubicaciones que se encuentran dentro de Indonesia y en el resto del mundo.